# Anogramma ascensionis
Anogramma ascensionis är en kantbräkenväxtart som först beskrevs av William Jackson Hooker, och fick sitt nu gällande namn av Friedrich Ludwig Diels. Anogramma ascensionis ingår i släktet Anogramma och familjen Pteridaceae. Inga underarter finns listade.